# Innozenz XII.

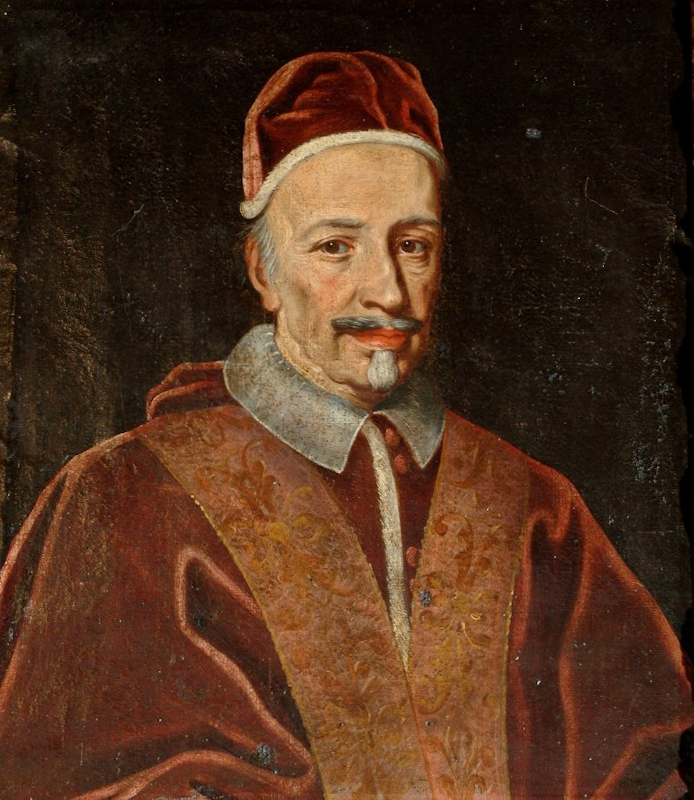
Antonio Zanchi, Papst Innozenz XII.

Wappen Innozenz’ XII. (moderne Nachzeichnung)

Innozenz XII., bürgerlich: Antonio Pignatelli, (* 13. März 1615 in Spinazzola; † 27. September 1700 in Rom) war von 1691 bis 1700 Papst der römisch-katholischen Kirche.

## Frühes Leben
Pignatelli, ein Angehöriger der neapolitanischen Aristokratie aus einer seit 1102 nachgewiesenen Familie, wurde im Jesuitenkolleg in Rom erzogen und dabei von seinem Onkel Vincenzo Carafa gefördert, der seinerzeit Generaloberer der Jesuiten war. Er stieg stetig in der kirchlichen Hierarchie auf und wurde von mehreren Päpsten gefördert: Urban VIII. ernannte ihn 1635 zum Prolegaten von Urbino. 
Innozenz X. ernannte ihn im Oktober 1652 zum Titularerzbischof von Larissa in Thessalien und entsandte ihn als Nuntius ins Großherzogtum Toskana (1652–1660). Die Bischofsweihe empfing Pignatelli in der Kirche Sant’Ignazio in Rom von Kardinal Marcantonio Franciotti. Alexander VII. ernannte ihn zum päpstlichen Legaten in Polen (1660–1668), Clemens IX. dann zum päpstlichen Nuntius in Wien (1668–1671). 
1671 ernannte ihn Clemens X. zum Bischof von Lecce (mit dem persönlichen Titel Erzbischof). Pignatelli zeigte an der pastoralen Leitung der Diözese geringes Interesse und besuchte Lecce nur selten. Die Leitung des Bistums Lecce überließ er Bischofsvikaren und dem Domkapitel. Von 1673 bis 1675 war er außerdem Sekretär der Kongregation für die Bischöfe und Regularen. Am 1. September 1681 ernannte ihn Papst Innozenz XI. zum Kardinal der Titelkirche San Pancrazio, Anfang des folgenden Jahres übertrug er ihm die Leitung der Diözese Faenza (weiterhin mit dem persönlichen Titel eines Erzbischofs). Im September 1686 wurde er zum Erzbischof von Neapel ernannt.

## Papsttum

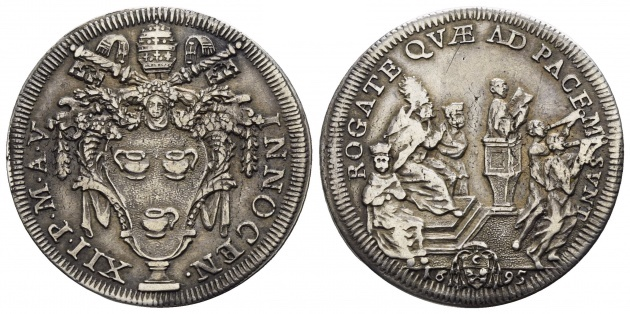
Testone (Silbermünze) aus 1695 von Papst Innozenz XII.

Als Papst Alexander VIII. starb, kam es im Konklave zu Streitigkeiten zwischen der spanisch-kaiserlichen und der französischen Partei der Kardinäle. Am 12. Juli 1691 wurde Antonio Pignatelli nach fünfmonatigem Konklave als Kompromisskandidat zum neuen Papst gewählt.
Sein Pontifikat begann Innozenz XII. mit verschiedenen Reformen. So reformierte er mit der päpstlichen Bulle Romanum decet Pontificem den Kirchenstaat, indem er die Ausstattung von päpstlichen Verwandten mit Ämtern einschränkte und die Übertragung von Landlehen verbot (siehe: Nepotismus am Heiligen Stuhl); zusätzlich verschärfte er die gerichtlichen Bestrafungen in Rom.
Ebenfalls strebte er danach, die Disziplin in den Mönchsklöstern wiederherzustellen. Er stieß jedoch besonders bei den Mönchen auf heftige Kritik. Zusätzlich zentralisierte er mit der Einrichtung der Curia Innocentiana die römischen Behörden und Gerichte.
Bei der Bevölkerung des Kirchenstaats war Innozenz XII. sehr beliebt, man nannte ihn den Vater der Armen. Diese Beliebtheit verdankte er seiner sozialen Einstellung, da er einen Teil der kirchlichen Gelder für karitative Zwecke einsetzte. So errichtete er die Stadt Cervia an einem neuen, gesünderen Standort.
Nachdem Papst Gregor XIII. im 16. Jahrhundert den Kalender reformiert hatte, wurde der Jahreswechsel in weiten Teilen Europas dennoch an unterschiedlichen Tagen begangen; neben dem 1. Januar war vor allem der Weihnachtstag (25. Dezember) beliebt, hier wurde die Zeit bis zum 1. Januar als Zwischen den Jahren bezeichnet. Innozenz XII. legte dagegen 1691 fest, dass der 31. Dezember als letzter, der 1. Januar als erster Tag eines Jahres zu gelten habe.
Dem König Karl II. von Spanien riet er dazu, den Herzog von Anjou, den Enkel Ludwigs XIV., als Erben seines Reiches einzusetzen, was aber den Spanischen Erbfolgekrieg nicht verhindern konnte.